# Polymérisation radicalaire par transfert d'atomes
La polymérisation radicalaire par transfert d'atomes (en anglais Atom Transfer Radical Polymerization, ATRP) est un type de polymérisation radicalaire vivante.
L’ATRP fut découverte et décrite pour la première fois en 1995, simultanément et indépendamment, par Pr Mitsuo Sawamoto (de) et Pr Krzysztof Matyjaszewski.
En tant que polymérisation radicalaire vivante qui est une forme de polymérisation vivante, elle permet de réaliser la réaction d'une manière contrôlée et elle peut être utilisée pour obtenir des polymères possédant de grandes masses moléculaires et de faibles indices de polymolécularité.
Le contrôle de la réaction résulte de l’emploi d’un catalyseur à base d’un métal de transition. Ce catalyseur fournit un équilibre entre une forme active, et donc propageante, du polymère et une forme inactive du polymère, connue sous le nom de forme dormante. La forme dormante étant l’état du polymère favorisé lors de cet équilibre, les réactions secondaires sont supprimées : en diminuant la concentration des radicaux dans le milieu réactionnel, il n’y a pas de réaction de terminaison et le contrôle de la réaction est atteint.